# George Berkeley (7. hrabia Berkeley)
George Lennox Rawdon Berkeley (ur. 25 lutego 1827, zm. 27 sierpnia 1888 w domu przy Dover Street w Londynie), brytyjski arystokrata, syn generała George'a Henry'ego Fredericka Berkeleya i Lucy Sutton, córki Thomasa Suttona, 1. baroneta, prawnuk 4. hrabiego Berkeley.
Jako przedstawiciel bocznej linii Berkeleyów nie był przewidziany do sukcesji tytułu parowskiego. Otrzymał go jednak w 1882 r., kiedy zmarł bezpotomnie Thomas Berkeley, 6. hrabia Berkeley. George odziedziczył tytuł hrabiowski jako jego najbliższy krewny w linii męskiej. Jego sukcesja nie została jednak powszechnie uznana i do końca życia nie zatwierdzono mu tytułu. Z tej racji nie mógł zasiadać w Izbie Lordów.
22 lutego 1860 r. poślubił Cecile Drummond (zm. 1 listopada 1914), córkę Edwarda Drummonda i Mary Naysmith. George i Cecili mieli razem dwóch synów:
- Randal Thomas Mowbray Berkeley (31 stycznia 1865 – 15 stycznia 1942), 8. hrabia Berkeley
- kapitan Hasting George Fitzhardinge Berkeley, ożenił się z Aline Harris, jego synem był kompozytor Lennox Berkeley

Lord Berkeley zmarł w wieku 61 lat. Został pochowany w Moseley w hrabstwie Surrey. Tytuł hrabiego Berkeley odziedziczył jego najstarszy syn, któremu udało się uzyskać potwierdzenie (ale tylko osobiste) tego tytułu w 1891 r.